# Лестница Бетлеми
Лестница Бетлеми (груз. ბეთლემის კიბე, Вифлеемская лестница, известна также как Петхаинская). Достопримечательность Тбилиси. Рекомендованный туристический маршрут по старому городу.
Название получила по Бетлемским (Вифлеемским) Нижней и Верхней церквям, путём к которым от улицы Ладо Асатиани (как продолжение улицы Беглара Ахоспирели от площади Гудиашвили) является. Насчитывает ровно 120 ступеней.

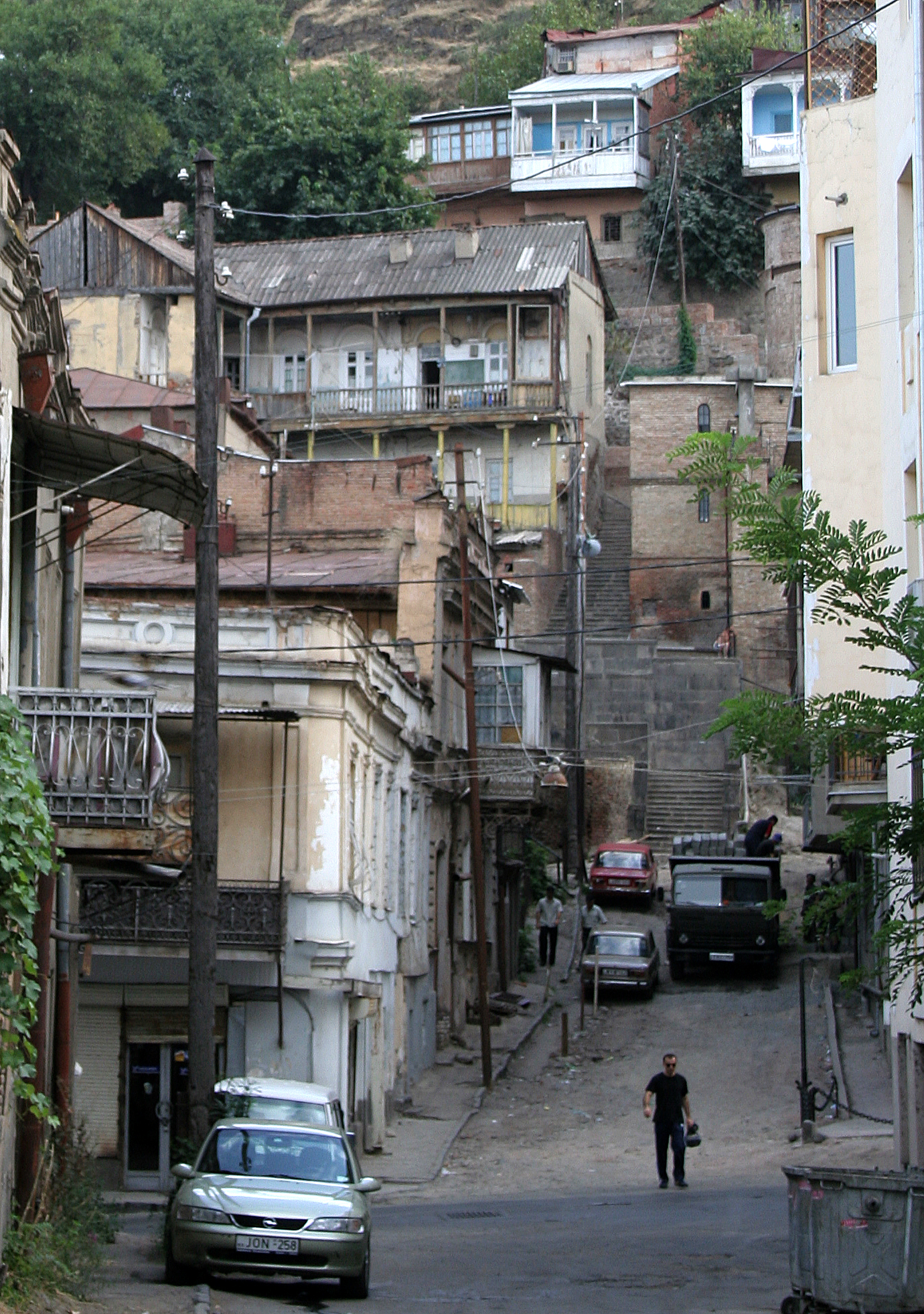
Современный вид

## История
Построена в 1850 году на средства Тбилисского торгового общества по проекту губернского архитектора Т. Белого. Первоначально предполагалось перекрытие лестницы по всей длине опирающейся на колонны крышей, впоследствии не осуществлённое.
В советское время носила название подъём Азизбекова